# Mosquée Nizamiye
 (avril 2025).
La mosquée Nizamiye est une mosquée sunnite située dans le bourg de Midrand, dans la municipalité de Johannesbourg, dans la province de Gauteng, en Afrique du Sud.
Elle est souvent désignée comme étant la plus grande mosquée de l'Hémisphère sud, occupant un peu moins des deux tiers d'un hectare sur un site de 10 ha. Les plans de la mosquée ont été conçus initiallement en Turquie, mais un architecte sud-africain a adapté le projet aux normes de construction du pays. La construction a débuté en 2009 et s'est achevée en 2012.